# 棕红鸫鹛
棕红鸫鹛（学名：Turdoides rubiginosa），是画眉科鸫鹛属的一种，分布于索马里、苏丹、埃塞俄比亚、肯尼亚、坦桑尼亚和乌干达。全球活动范围约为1,020,000平方千米。该物种的保护状况被评为无危。
棕红鸫鹛的平均体重约为44.0克。栖息地包括亚热带或热带的（低地）干草原、干燥的稀树草原、乡村花园、亚热带或热带的（低地）干燥疏灌丛和牧草地。